# 哈大洋
哈大洋票是1919年至1931年交通银行、中国银行、东三省银行、黑龙江广信公司、边业银行、吉林永衡官银钱号等六家中国的银行业机构在哈尔滨发行的大银元兑换券。至1937年被满洲中央银行全部收回，共流通18年。

## 历史
1914年第一次世界大战爆发后，在哈尔滨等中东铁路沿线具有统治地位的卢布（中国人称作“羌帖”）通胀贬值。十月革命后，苏俄政府颁布“一切公司组织银行及私人银行皆应合并于国家银行”法令，华俄道胜银行宣布只接受巴黎分行领导。卢布在哈尔滨的流通失去根据。卢布几成废纸。市间流通钞票极度短缺。日本以朝鲜银行所发之金票（俗称“老头票”）大量投放市场。1918年12月，华俄道胜银行哈尔滨分行奉中东铁路督办兼护路军总司令狄米特里·列奥尼德维奇·霍尔瓦特命令以市面缺乏小额货币为名发行卢布兑换券2000万元，被称为“霍尔瓦特票”。该币的发行受到了社会舆论的抵制，尽管哈尔滨《远东报》极力为其辩护、鼓吹，但始终未获得商民认同。中东铁路工人因“俄币跌价，生活维艰”举行罢工，要求政府收回货币发行权。张作霖授意下，中国银行、交通银行和钱业、粮业两信托公司及道里、道外两商会，1919年5月13日滨江道尹傅强出面召集金融整顿会议，决定由中国、交通两行分别发行以现大洋为本位的“哈大洋”。1919年10月27日，先由交通银行哈尔滨分行发行印有哈尔滨字样，面额为拾圆、伍圆、壹圆、贰角、伍分的哈大洋票；11月，中国银行哈尔滨分行也发行面额为拾圆、伍圆、壹圆、伍角、贰角、伍分的哈大洋票。两行在发行大洋票时發出声明：该国币券得以缴纳租税，国有邮电、铁路、交通机关一律通用；国币券与现大洋(银元)同一效用，通行于吉黑两省；国币券可随时作汇上海、天津，与上海规元、天津大洋同一本位，每百元收汇费1元。
由于哈大洋券在本地不兑换，遭到黑龙江督军孙烈臣的强烈反对。1920年3月10日，交通、中国二行宣布哈大洋券在哈尔滨无限制兑换为现大洋。张作霖也染指哈大洋发行之利，派遣奉天省财政厅长王永江、总商会会长孙百斛于1920年10月29日在哈尔滨道外南四道街开设东三省银行。1921年9月黑龙江广信公司也获得发行哈大洋券的权力。1925年7月张作霖控制的边业银行也发行哈大洋。1926年秋，华俄道胜银行外汇投机失败，被迫停业。1931年2月吉林永衡官银钱号获得发行500万元哈大洋。
1932年7月10日开始，满洲中央银行以满洲国圆对哈大洋1比1.25收回哈大洋。其中中、交两行限五年完成，每年收回20%；其他四行号发行的哈大洋在1935年8月31日前完成收回。